# Franz Bäke
Franz Bäke est un Generalmajor allemand de la Seconde Guerre mondiale, né le 28 février 1898 à Schwarzenfels (province de Hesse-Nassau) et mort le 12 décembre 1978 à Bochum (Allemagne de l'Ouest).
Il est considéré comme ayant été un as des panzers et a été décoré de la croix de chevalier de la croix de fer avec feuilles de chêne et glaives et de l'insigne de destruction de blindés.

## Biographie

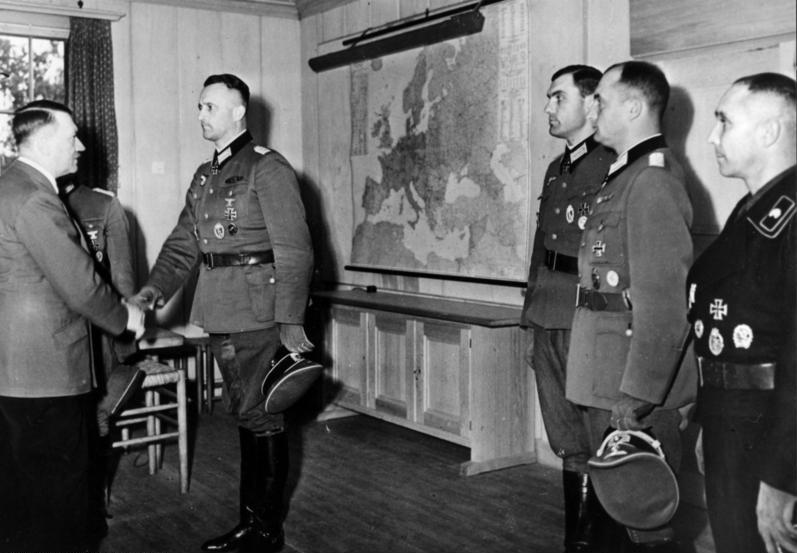
Remise des feuilles de chêne le 15 septembre 1943 à la Wolfsschanze, de g. à d. : Adolf Hitler, (caché), l’Oberst Walter Lange (serrant la main de Hitler), le Major Theodor Tolsdorff, l’Oberst, le Major Franz Bäke.

Bäke s'engagé comme volontaire le 19 mai 1915 pendant la Première Guerre mondiale dans le 3e régiment de grenadiers de l'armée prussienne. Décoré de la croix de fer de 2e classe, il est démobilisé à la fin de la guerre, en janvier 1919, en tant qu'élève-officier dans le 7e régiment d'artillerie à pied.
Il commence alors des études de médecine dentaire à Wurtzbourg, qu'il termine par un doctorat en médecine dentaire en 1923. en 1923. Bäke est membre de la Burschenschaft Germania zu Würzburg (de). 